# ایان بلکستون
ایان بلکستون (انگلیسی: Ian Blackstone؛ زادهٔ ۷ اوت ۱۹۶۴) بازیکن فوتبال اهل بریتانیا است.
از باشگاه‌هایی که در آن بازی کرده‌است می‌توان به باشگاه فوتبال یورک سیتی، باشگاه فوتبال ساوتپورت، و باشگاه فوتبال هروگیت تاون اشاره کرد.